# François Hanriot

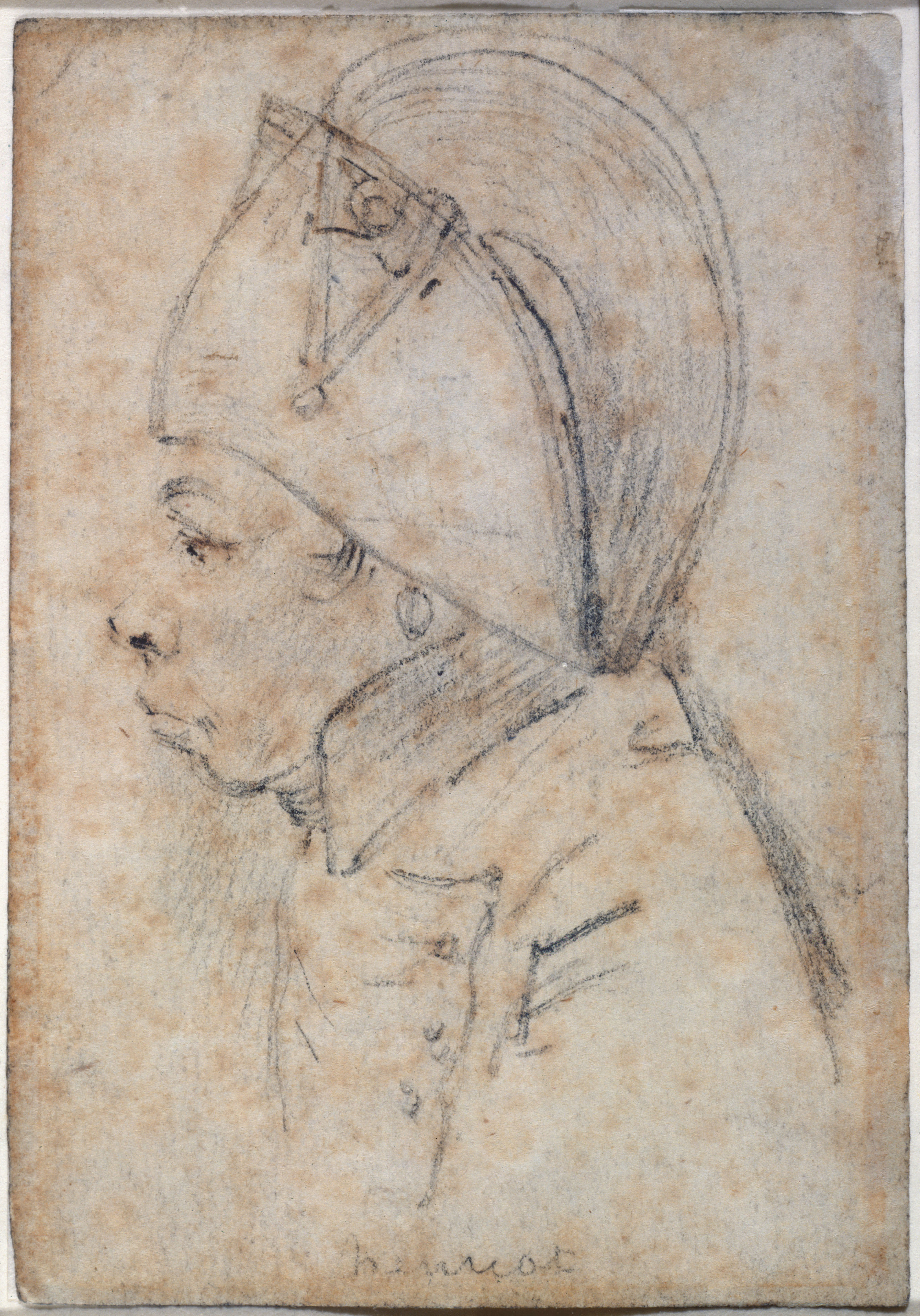
François Hanriot

François Hanriot (auch Henriot; * 3. September 1759 in Nanterre; † 28. Juli 1794 in Paris) war ein französischer Revolutionär.

## Leben
Hanriot, dessen Eltern Diener waren, war eine Zeit lang Diener eines Rechtsanwalts (Advokaten), bis er wegen Diebstahl entlassen wurde. Anschließend arbeitete er als Steuerbeamter. Im Juli 1789 wurde er auch dort entlassen, nachdem er seinen Posten verlassen hatte, als revolutionäre Pariser versuchten, sein Dienstgebäude niederzubrennen. Er lebte danach in Armut und schlug sich mit wechselnden Tätigkeiten durch, bis er Redner eines Sansculottenvereins wurde. Sein Eintreten für die gewaltsame Besteuerung der Aristokratie machte ihn bei den Sansculotten populär und er war einer ihrer Anführer in den Septembermassakern in den Gefängnissen 1792. Danach wurde er Mitglied der Nationalgarde, wo er zum Hauptmann aufstieg.
Als es im Frühjahr 1793 zu Spannungen zwischen den Girondisten und der radikalen Bergpartei um Maximilien de Robespierre und radikalen Teilen des Pariser Gemeinderats kam, die sich zuspitzten, nachdem der radikale Publizist Jean Paul Marat verhaftet worden war, ernannte der Pariser Gemeinderat ihn am 30. Mai zum Kommandanten der Nationalgarde. Mit dieser umzingelte er den Nationalkonvent, erzwang die Auflösung der die Exekutivgewalt innehabenden girondistisch dominierten Zwölferkommission und die Auslieferung von 22 ausgesuchten Girondisten. Das war der Beginn der Terrorherrschaft. Robespierre wurde der Vorsitzende des neuen Komitees für öffentliche Sicherheit (Wohlfahrtsausschuss). Hanriot wurde permanenter Kommandant der Nationalgarde und war ein treuer Gefolgsmann von Robespierre. Auch als Robespierre sich gegen die Anhänger von Jacques-René Hébert und die Sansculotten wandte, stand Hanriot trotz seiner Sympathien für diese auf Seiten Robespierres.
Als sich im Juli 1794 im Nationalkonvent eine Gegenbewegung gegen die Terrorherrschaft Robespierres bildete, da sich viele dort nun selbst bedroht sahen, und Robespierre am 27. Juli (9. Thermidor) im Konvent verhaftet wurde, stand Hanriot mit der Pariser Kommune auf Seiten Robespierres und unternahm militärische Schritte zu dessen Befreiung und um gegen den Nationalkonvent vorzugehen. Er ordnete an, dass kein Pariser Gefängnis Robespierre und seine Anhänger aufnehmen sollte und ritt mit bewaffneten Polizisten zu den Tuilerien, um Robespierre zu befreien. Stattdessen wurde er selbst gefangen genommen und musste durch Coffinhal befreit werden. Inzwischen versuchten seine Gegner Robespierre in einem Gefängnis unterzubringen, wurden aber überall abgewiesen und dieser kam mit seinen Anhängern frei. Robespierre und seine Anhänger einschließlich Hanriot versammelten sich im Rathaus, wurden aber noch in der Nacht von Truppen des Konvents umzingelt und gefangen genommen. Hanriot fiel aus einem Fenster und konnte sich zunächst schwer verletzt verstecken, wurde aber bald darauf festgenommen. Er wurde mit Robespierre und dessen anderen Anhängern am 28. Juli guillotiniert.